# Heiri Steiner
Heiri Steiner, Taufname Heinrich Steiner (* 1. Oktober 1906 in Horgen; † 7. Mai 1983 in Hombrechtikon) war ein Schweizer Grafiker, Illustrator, Plakatkünstler, Typograf und Fotograf.

## Leben und Werk
Heiri Steiner war ein Sohn des Heinrich Steiner und der Hedwig Margaretha, geborene von Muralt.
Von 1924 bis 1927 besuchte Steiner bei Ernst Keller die Grafikfachklasse an der Kunstgewerbeschule Zürich. Anschliessend hielt er sich in der Atelierklasse von Oskar Hermann Werner Hadank an der Vereinigten Staatsschulen für freie und angewandte Kunst in Berlin-Charlottenburg auf. 
1929 kehrte Heiri Steiner nach Zürich zurück und betrieb bis 1946 sein eigenes Grafikatelier. 1930 heiratete er die aus Magdeburg stammende Emma, geborene Träger, und unterrichtete bis 1932 an der Kunstgewerbeschule Zürich. An der Schule war er 1932 Hospitant in der Fotoklasse von Hans Finsler. 
Heiri Steiner erhielt 1933 in Mailand die Silbermedaille an der fünften «Esposizione Triennale delle Arti Decorative e industriali moderne». Zudem gestaltete er von 1960 bis 1962 für den Mailänder Feltrinelli Verlag 120 Buchumschläge. 
Zusammen mit Ernst A. Heiniger führte Heiri Steiner von 1934 bis 1939 ein gemeinsames Atelier für Grafik und Fotografie in Zürich. Auch arbeiteten sie 1937 für den Schweizer Pavillon an der Weltausstellung in Paris zusammen. Im gleichen Jahr erhielt Steiner den Eidgenössischen Preis für Gestaltung. 1944, 1946 und 1947 erhielt er zudem den Preis für das Schweizer Plakat des Jahres. 
1951 heiratete er in zweiter Ehe, Maria, geborene Geringer. Heiri Steiner hielt sich von 1947 bis 1959 in Paris auf und arbeitete erfolgreich für internationale Auftraggeber. Seine bereits 1940 begonnene freikünstlerische erfolgreiche Zusammenarbeit mit dem Schauspielhaus Zürich setzte er von Paris aus fort. 1952 wurde er als Mitglied der Alliance Graphique Internationale aufgenommen. Nebst zahlreichen Plakate, Zeitschriften und Briefmarken schuf er auch Bühnenbilder. 
Henri Steiner hinterliess ein umfangreiches Werk im Bereich der Plakat-, Buch- und Ausstellungsgestaltung. Sein fotografisches Werk aus den 1930er- und 1940er-Jahren befindet sich in der Fotostiftung Winterthur.